# Winston Churchill (1940–2010)
Winston Spencer-Churchill, allmänt känd som Winston Churchill, född 10 oktober 1940 på Chequers, Buckinghamshire, död 2 mars 2010 i Belgravia, London, var en brittisk konservativ politiker, ledamot av underhuset 1970–1997 och sonson till sir Winston Churchill. 
Innan han kom in i underhuset var Churchill journalist och rapporterade från Mellanöstern under sexdagarskriget, där han mötte talrika politiker från Israel, bland andra Moshe Dayan. Även farfadern började för övrigt sin litterära bana som krigskorrespondent.
Churchill var son till Randolph Churchill och dennes hustru Pamela Digby, som senare uppnådde berömmelse som Pamela Harriman. Han var gift två gånger och hade fyra barn i första äktenskapet.